# گروه تای یونیون
گروه تای یونیون (انگلیسی: Thai Union Group) شرکت صنایع غذایی تایلندی است، که در سال ۱۹۷۷ تأسیس شد.